# Bộ ba siêu bựa 2
Bộ ba siêu bựa 2 (tiếng Anh: Horrible Bosses 2) là một bộ phim hài của Mỹ 2014 do Sean Anders đạo diễn kiêm viết kịch bản với John Morris. Là phần tiếp theo của Horrible Bosses (2011), phim có sự tham gia của Jason Bateman, Charlie Day, Jason Sudeikis, Jennifer Aniston, Jamie Foxx, Chris Pine và Christoph Waltz. Phim dự kiến công chiếu ngày 5 tháng 12 năm 2014 tại Việt Nam bởi Warner Bros. Pictures và thu về $107.7 triệu toàn cầu.